# Бояна Бобушич
Бояна Бобушич (англ. Bojana Bobusic; нар. 2 жовтня 1987) — колишня австралійська тенісистка.
Найвищу одиночну позицію світового рейтингу — 222 місце досягла 17 вересня 2012, парну — 187 місце — 14 січня 2013 року.
Здобула 1 одиночний та 3 парні титули туру ITF.
Завершила кар'єру 2014 року.

## Фінали ITF
| Легенда         |
| --------------- |
| турніри $50,000 |
| турніри $25,000 |
| турніри $10,000 |

### Одиночний розряд: 6 (1–5)
| Результат | Ранг | Дата             | Турнір                                     | Покриття | Суперниця         | Рахунок       |
| --------- | ---- | ---------------- | ------------------------------------------ | -------- | ----------------- | ------------- |
| Поразка   | 1.   | 21 вересня 2009  | Дарвін (місто), Австралія                  | Тверде   | Саша Джонс        | 4–6, 1–6      |
| Поразка   | 2.   | 17 травня 2011   | Ландісвілл (Пенсільванія), США             | Тверде   | Робін Андерсон    | 2–6, 3–6      |
| Поразка   | 3.   | 31 травня 2011   | Гілтон-Гед-Айленд (Південна Кароліна), США | Тверде   | Александра Мюллер | 2–6, 0–6      |
| Поразка   | 4.   | 27 липня 2011    | Чизік, Велика Британія                     | Тверде   | Донна Векич       | 6–3, 3–6, 3–6 |
| Поразка   | 5.   | 25 жовтня 2011   | Порт-Пірі, Австралія                       | Тверде   | Олівія Роговська  | 3–6, 2–6      |
| Перемога  | 6.   | 1 листопада 2011 | Маунт-Гамбір, Австралія                    | Тверде   | Han Sung-hee      | 6–3, 6–2      |

### Парний розряд: 8 (3–5)
| Результат | Ранг | Дата              | Турнір                          | Покриття | Партнерка        | Суперниці                       | Рахунок          |
| --------- | ---- | ----------------- | ------------------------------- | -------- | ---------------- | ------------------------------- | ---------------- |
| Поразка   | 1.   | 16 жовтня 2009    | Порт-Пірі, Австралія            | Тверде   | Аленка Губачек   | Сема Еріка Сема Юріка           | 1–6, 7–5, [6–10] |
| Перемога  | 2.   | 25 липня 2010     | Лексінгтон (Кентуккі), США      | Тверде   | Крістіна Фусано  | Жаклін Како Сторі Твіді-Єйтс    | 6–4, 6–2         |
| Перемога  | 3.   | 5 жовтня 2010     | Порт-Пірі, Австралія            | Тверде   | Аленка Губачек   | Мелані Саут Тедзука Ремі        | 6–3, 6–3         |
| Перемога  | 4.   | 23 травня 2011    | Самтер (Південна Кароліна), США | Тверде   | Нікола Слейтер   | Ебоні Паного Сторм Сендерз      | 4–6, 7–5, [10–6] |
| Поразка   | 5.   | 24 жовтня 2011    | Порт-Пірі, Австралія            | Тверде   | Монік Адамчак    | Ізабелла Голланд Саллі Пірс     | w/o              |
| Поразка   | 6.   | 14 листопада 2011 | Траралґон, Австралія            | Тверде   | Монік Адамчак    | Стефані Бенгсон Тайра Келдервуд | 7–6, 1–6, [8–10] |
| Поразка   | 7.   | 28 січня 2013     | Берні (Тасманія), Австралія     | Тверде   | Джессіка Мор     | Аояма Сюко Сема Еріка           | w/o              |
| Поразка   | 8.   | 18 лютого 2013    | Мілдьюра, Австралія             | Трава    | Емілі Веблі-Сміт | Ксенія Ликіна Сема Юріка        | 4–6, 2–6         |

## Часова шкала результатів на турнірах Великого шлему
| W | Ф | ПФ | ЧФ | #Р | КТ | К# | DNQ | A | NH |

### Одиночний розряд
| Турнір                                 | 2012 | 2013 | W–L |
| -------------------------------------- | ---- | ---- | --- |
| Відкритий чемпіонат Австралії з тенісу | 1р   | 1р   | 0–2 |
| Відкритий чемпіонат Франції з тенісу   | –    | –    | 0–0 |
| Вімблдонський турнір                   | –    | –    | 0–0 |
| Відкритий чемпіонат США з тенісу       | –    | –    | 0–0 |
| Разом виграшів–поразок                 | 0–1  | 0–1  | 0–2 |

### Парний розряд
| Турнір                                 | 2012 | 2013 | W–L |
| -------------------------------------- | ---- | ---- | --- |
| Відкритий чемпіонат Австралії з тенісу | 2р   | 1р   | 1–2 |
| Відкритий чемпіонат Франції з тенісу   | –    | –    | 0–0 |
| Вімблдонський турнір                   | –    | –    | 0–0 |
| Відкритий чемпіонат США з тенісу       | –    | –    | 0–0 |
| Разом виграшів–поразок                 | 1–1  | 0–1  | 1–2 |